# Última Esperanza
A Província de Última Esperanza é uma província do Chile, pertencente à Região de Magalhães e Antártica Chilena (XII Região). A capital da província é a cidade de Puerto Natales.
Limita-se ao norte com a província de Capitán Prat; ao sul com a Província de Magallanes; a leste com a província de Santa Cruz, Argentina; e a oeste com o Oceano Pacífico. 
Seu nome é derivado de um fiorde existente nas proximidades, o qual é denominado Seno Última Esperanza.

## Comunas pertencentes à província de Última Esperanza
A província é constituída por 2 comunas: 
- Natales (c. Puerto Natales);
- Torres del Paine (c. Cerro Castillo).

1. ↑  Heebner, Mary; McDuff, Everton (2012). Patagonia, La Última Esperanza. [S.l.]: Tixcacalcupul Press. 235 páginas. ISBN 978-0938531029